# Friedrich Novak
Friedrich Novak (31. července 1858 Verona – 6. května 1918 Štýrský Hradec) byl rakousko-uherský generál. Jako absolvent vojenské akademie sloužil v c. k. armádě od roku 1877, později byl důstojníkem generálního štábu a velitelem různých jednotek. Na začátku první světové války byl divizním velitelem na srbské frontě, odkud byl ale kvůli neúspěchům odvolán a v roce 1915 odeslán do penze. Mimo aktivní službu později dosáhl hodnosti generála pěchoty (1917).

## Životopis
Po gymnáziu v Budapešti získal vojenskou průpravu na kadetní škole v Sankt Pölten a v letech 1873–1877 studoval na Tereziánské vojenské akademii ve Vídeňském Novém Městě. Do armády vstoupil v roce 1877 jako poručík k 76. pěšímu pluku, s nímž vystřídal službu ve Vídni a Štýrském Hradci. Zúčastnil se okupace Bosny a Hercegoviny (1878) a poté byl se svým plukem přeložen do Sarajeva. V letech 1882–1884 si doplnil vzdělání na Válečné škole (K.u.k. Kriegsschule) ve Vídni a v hodnosti nadporučíka (1884) byl zařazen do sboru důstojníků generálního štábu. Poté sloužil u pěších pluků v Černovicích a Gyulafehérváru, v roce 1888 byl povýšen na kapitána a v letech 1888–1892 působil přímo na generálním štábu ve Vídni. V roce 1892 byl přeložen k 18. pěšímu pluku do Tridentu a v hodnosti majora (1899) byl ředitelem kadetní školy v Königsfeldu. V letech 1902–1905 sloužil u 29. pěšího pluku v Temešváru a  roce 1903 byl povýšen na plukovníka. Od roku 1905 byl velitelem 53. pěšího pluku v Bjelovaru.
K datu 1. května 1909 byl povýšen do hodnosti generálmajora a převzal velení 67. pěší brigády v Temešváru (1909–1911). V roce 1912 dosáhl hodnosti polního podmaršála a v letech 1912–1914 byl velitelem 47. pěší divize v Castelnuovu (dnešní Herceg Novi v Černé Hoře). S touto divizí byl na začátku první světové války povolán na srbskou frontu. Kvůli neúspěchům byl z bojiště odvolán v únoru 1915 a k datu 1. března 1915 odeslán do penze. Mimo aktivní službu byl v roce 1917 povýšen do hodnosti titulárního generála pěchoty. Zemřel ještě před koncem války ve Štýrském Hradci ve věku nedožitých šedesáti let.  

## Řády a vyznamenání
Během vojenské služby získal řadu ocenění.
- Válečná medaile (1878)
- Jubilejní pamětní medaile (1898)
- Vojenský záslužný kříž III. třídy (1902)
- Služební odznak pro důstojníky III. třídy (1902)
- Řád železné koruny III. třídy (1908)
- Vojenský jubilejní kříž (1908)
- Služební odznak pro důstojníky II. třídy (1912)
- Mobilizační kříž (1913)
- rytířský kříž Leopoldova řádu (1913)
- Bronzová vojenská záslužná medaile (1915)